# Lijst van voetbalinterlands Bosnië en Herzegovina - Filipijnen (vrouwen)
Deze lijst van voetbalinterlands is een overzicht van alle officiële voetbalinterlands tussen de nationale vrouwenteams van Bosnië en Herzegovina en de Filipijnen. De landen hebben tot nu toe twee keer tegen elkaar gespeeld.

## Wedstrijden
| № | Plaats        | Datum        | Competitie        | Wedstrijd                          | Uitslag |
| - | ------------- | ------------ | ----------------- | ---------------------------------- | ------- |
| 1 | Čatež ob Savi | 23 juni 2022 | Vriendschappelijk | Bosnië en Herzegovina − Filipijnen | 0 − 3   |
| 2 | Čatež ob Savi | 26 juni 2022 | Vriendschappelijk | Bosnië en Herzegovina − Filipijnen | 1 − 2   |

## Samenvatting
| Competitie        | Totaal gespeeld | Winst Bosnië en Herzegovina | Gelijk | Winst Filipijnen | Doelsaldo Bosnië en Herzegovina – Filipijnen |
| ----------------- | --------------- | --------------------------- | ------ | ---------------- | -------------------------------------------- |
| Vriendschappelijk | 2               | 0                           | 0      | 2                | 1 − 5                                        |
| Totaal            | 2               | 0                           | 0      | 2                | 1 − 5                                        |

N/FS BiH · A-internationals · Bosnisch mannenelftal
1997 – 2009 · 2010 – 2019 · 2020 – 2029
Albanië ·
Armenië ·
Azerbeidzjan ·
België ·
Bulgarije ·
Costa Rica ·
Denemarken ·
Engeland ·
Estland ·
Faeröer ·
Filipijnen ·
Georgië ·
Griekenland ·
Hongarije ·
Ierland ·
Israël ·
Italië ·
Jordanië ·
Kazachstan ·
Kroatië ·
Letland ·
Malta ·
Marokko ·
Montenegro ·
Noord-Ierland ·
Noord-Macedonië ·
Oekraïne ·
Polen ·
Portugal ·
Roemenië ·
Rusland ·
Schotland ·
Servië ·
Slovenië ·
Slowakije ·
Tsjechië ·
Turkije ·
Wales ·
Wit-Rusland ·
Zweden